# Чорний пояс (регіон)
Чорний пояс (англ. Black Belt) — регіон в південно-східній частині США, який історично характеризується високим відсотком афроамериканського населення. Чітких кордонів регіону немає, але він приблизно описується як смуга, що проходить через центр Глибокого Півдня з північного сходу на південний захід.

## Визначення

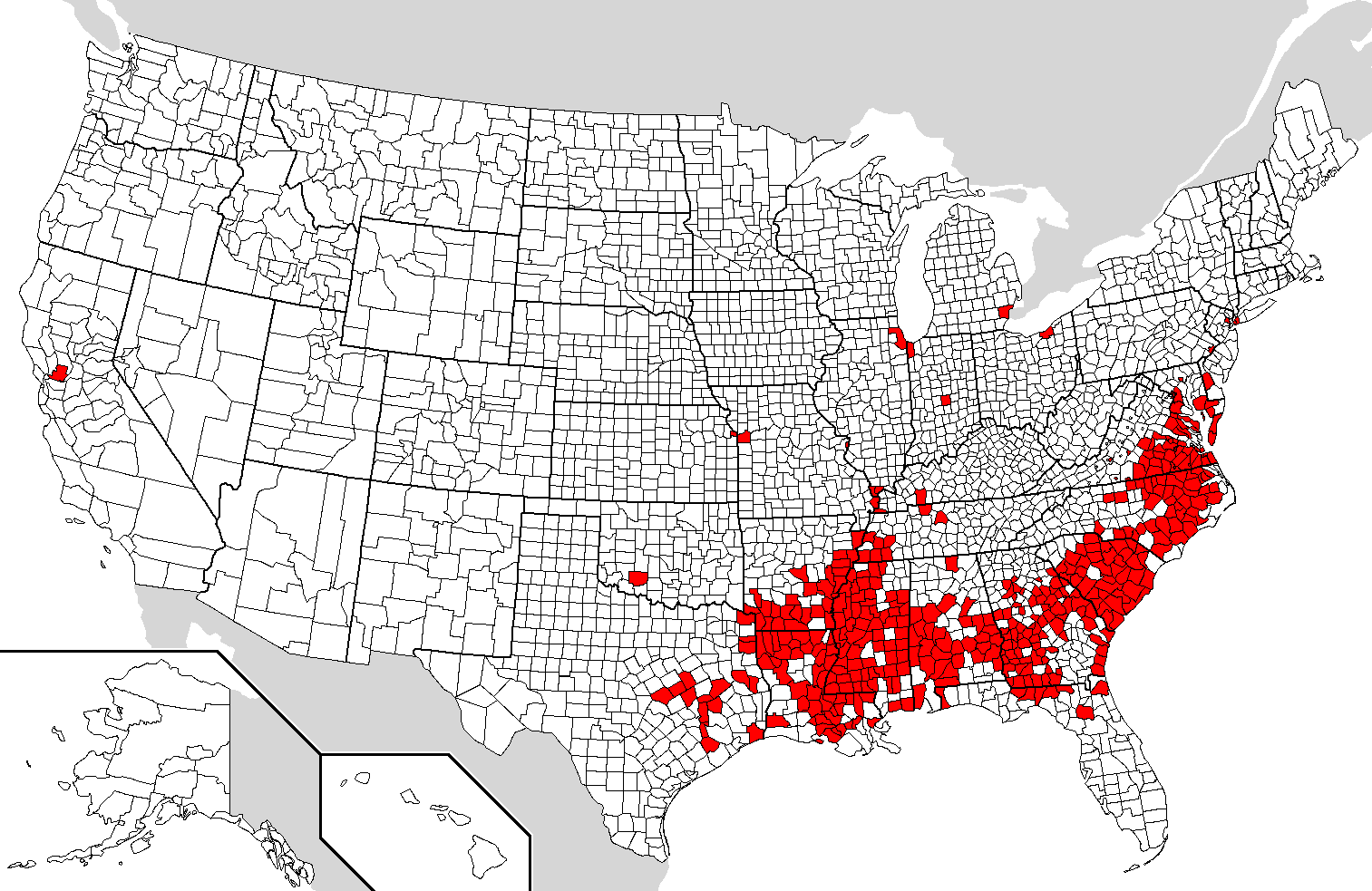
Округа з перевагою афроамериканського населення (2000)

Найвідоміше визначення Чорного пояса дав у своїй автобіографії під назвою Up from Slavery (1901) афроамериканський громадський діяч Букер Вашингтон.
| Термін спочатку використовувався для позначення частини країни, яка визначалася кольором ґрунту. Та частина країни, в якій ґрунт був жирний, темний та багатий, була, звичайно, тією частиною Півдня, де раби були найбільш вигідні, і туди їх внаслідок цього ввозили в найбільших кількостях. Пізніше, особливо, після війни, термін, схоже, використовується виключно в політичному сенсі — тобто для того, щоб позначити округи, де чорних більше, ніж білих. Оригінальний текст (англ.) The term was first used to designate a part of the country which was distinguished by the colour of the soil. The part of the country possessing this thick, dark, and naturally rich soil was, of course, the part of the South where the slaves were most profitable, and consequently they were taken there in the largest numbers. Later and especially since the war, the term seems to be used wholly in a political sense — that is, to designate the counties where the black people outnumber the white. — Букер Т. Вашингтон |

Якщо прийняти це визначення, то в сучасності Чорний пояс складається (згідно з перепису населення США 2000 року) з 95 округів, в яких афроамериканське населення перевищує 50 %. Інші джерела називають цифру в приблизно 200 округів.
Чорний пояс витягнутий з північного сходу на південний захід — від Делавера та Вірджинії до східного Техасу.